# New Zealand State Highway 57
Der New Zealand State Highway 57 (auch State Highway 57 oder in Kurzform SH 57) ist eine Fernstraße von nationalem Rang auf der Nordinsel von Neuseeland.

## Strecke
Der SH 57 zweigt südlich von Levin vom New Zealand State Highway 1 ab und führt in nordöstlicher Richtung am Rand der Tararua Range entlang. Er durchquert die Ortschaft Shannon, führt südöstlich an Palmerston North vorbei und endet bei Ashhurst am New Zealand State Highway 3. Über weite Teile des Highways fließt der Manawatū River in der Nähe.